# Eunicella albatrossi
Eunicella albatrossi is een zachte koraalsoort uit de familie Gorgoniidae. De koraalsoort komt uit het geslacht Eunicella. Eunicella albatrossi werd voor het eerst wetenschappelijk beschreven door Stiasny. 